# Municipio Las Piedras
Das Municipio de Las Piedras ist eine uruguayische Gemeinde im Departamento Canelones. Die Gemeinde besteht aus der Stadt (spanisch Ciudad) Las Piedras und dem Ort Villa San Cono.
Eine Attraktion bilden die zahlreichen Weingüter. Hier befand sich der Schauplatz der Schlacht bei Las Piedras (1811) im Unabhängigkeitskampf des Landes, in der die Revolutionäre die spanischen Streitkräfte besiegten.